# Allium bracteolatum
Allium bracteolatum — вид рослин з родини амарилісових (Amaryllidaceae), описаний Пером Ерландом Бергом Вендельбо. Allium bracteolatum належить до роду цибулинних і родини амарилісових. Жоден підвид не зазначений у «Каталозі життя».

## Поширення
Поширений у Афганістані.